# Ústav mezinárodních vztahů
Ústav mezinárodních vztahů, v. v. i. (anglicky: Institute of International Relations Prague), zkráceně ÚMV (IIR) je veřejná výzkumná instituce, jež provádí základní a aplikovaný vědecký výzkum v oblasti mezinárodních vztahů. Ředitelem ústavu je doc. Mats Braun, Ph.D. Zřizovatelem ústavu je Ministerstvo zahraničních věcí České republiky. Činnost ÚMV je financována z vládního rozpočtu na vědu, výzkum a inovace České republiky, dále na základě horizontální spolupráce s Ministerstvem zahraničních věcí ČR, z domácích a zahraničních projektů a z prodeje publikací. ÚMV naplňuje nezávislý výzkumný program a neprosazuje žádné konkrétní politické směřování.

## Historie

### Před rokem 1989
První návrh na vytvoření instituce zabývající se výzkumem mezinárodní politiky při Ministerstvu zahraničních věcí Československé republiky se objevil již záhy po druhé světové válce. Plány na zřízení takové instituce však pozastavil komunistický převrat v roce 1948. Předchůdcem ÚMV se tak stal až Ústav pro mezinárodní politiku a ekonomii (ÚMPE), založený MZV v roce 1957. Ústav zpočátku sídlil v jedné z Petschkových vil v pražském Bubenči, brzy ale byl přestěhován do Lobkovického paláce na pražské Malé Straně, kde sídlil až do roku 1970.
ÚMPE se za relativně krátkou dobu podařilo prosadit jako významné výzkumné instituci s nemalým mezinárodním renomé. Četné zahraniční kontakty a dobrý přehled o mezinárodní situaci i o tehdejším stavu vědeckého poznání se však mnohým jeho pracovníkům vymstil na konci 60. let. Během pražského jara se někteří pracovníci ústavu aktivně zapojili do reformního procesu, v důsledku čehož byl ÚMPE na začátku období normalizace v roce 1970 zrušen a reformně smýšlející pracovníci byli propuštěni. Někteří před nepřízní normalizačního režimu unikli odchodem do zahraničí.
Jako náhradu za ÚMPE zřídilo československé ministerstvo zahraničí ještě v témže roce Ústav mezinárodních vztahů (ÚMV). Jeho sídlem se stala historická budova domu U Bílého koníčka stojící v Nerudově ulici na Malé Straně. Zde ÚMV sídlí dodnes. Celkové společenské uvolnění druhé poloviny 60. let bylo vystřídáno stupňujícím se ideologickým tlakem, kontrolou a cenzurou, přesto se ústav snažil zůstat v kontaktu se zahraničím, včetně západních zemí. V tomto období byla knihovna ÚMV v Československu jednoznačně nejlépe vybavenou a zásobenou v oboru mezinárodních studií, nebyla však přístupna veřejnosti a i samotným vědcům byly mnohé (zejména zahraniční) publikace dostupné až na základě zvláštních povolovacích řízení.

### Po roce 1989
Klíčové změny ve fungování ÚMV přinesly události roku 1989. Pro ÚMV znamenala sametová revoluce kromě rozsáhlých personálních změn též počátek postupné cesty k proměně ve skutečně nezávislou vědeckou instituci. V následujících letech došlo především k jeho radikální deideologizaci i depolitizaci, přičemž důraz byl zároveň kladen na čilé kontakty se zahraničím a na co možná největší odbornost jeho pracovníků. Stěžejní roli v tomto procesu přestavby sehrál mj. profesor Otto Pick, který vedl ÚMV v letech 1994–1998.
Na přelomu století lze již bezpochyby hovořit o ÚMV jako o sebevědomé, nezávislé a vysoce odborné instituci přispívající svým dílem k rozvoji mezinárodních studií. Paralelně se svými nově vymezenými úkoly ústav ale i nadále poskytoval podporu zahraniční politice nyní již samostatné České republiky. Například v roce 1997 zřízená Diplomatická akademie, jež slouží k přípravě diplomatických pracovníků České republiky, byla téměř 10 let součástí ÚMV. Při ÚMV taktéž roku 2001 vzniklo Rozvojové středisko, jenž úzce spolupracovalo s MZV na agendě zahraničního rozvoje.
V roce 2007 byl ÚMV na základě zákona č. 341/2005, o veřejných výzkumných institucích, transformován na veřejnou výzkumnou instituci a do jeho organizace byly zavedeny samosprávné prvky. Zároveň s touto institucionální proměnou byla Diplomatická akademie v roce 2007 začleněna přímo pod Ministerstvo zahraničních věcí České republiky a Rozvojové středisko bylo roku 2008 transformováno v samostatnou Českou rozvojovou agenturu.

## Současná činnost

### Výzkum
Aktivity ÚMV spočívají především ve vlastním výzkumu a obecné popularizační a naučné činnosti. Ústav tak v českém prostředí vytváří unikátní pojící článek mezi akademickým světem, veřejností a mezinárodněpolitickou praxí.
Stěžejní činností ÚMV jakožto veřejné výzkumné instituce je nezávislý výzkum v oblasti mezinárodních studií. Ten sleduje priority určené v Koncepci rozvoje Ústavu mezinárodních vztahů na léta 2018–2022 a také v Koncepci výzkumu MZV na období 2017–2021.
ÚMV v zásadě realizuje dva obecné druhy výzkumu. Tím prvním je základní výzkum akademický, jenž se zakládá na teoretické rozmanitosti a metodologické přesnosti a jehož ambicí je viditelnost doma i v zahraničí. Druhým je pak prakticky orientovaný aplikovaný výzkum, jenž vychází z rozsáhlých znalostí nabytých i v rámci vlastního výzkumu základního a jenž je založen na pokročilých analytických a výzkumných metodách. Uživatelem tohoto výzkumu je tradičně především MZV, ale i jiné veřejné instituce.
Výzkumnou činnost ústavu zajišťuje výzkumné oddělení, jehož ředitelem je Mgr. Jan Kovář, Ph.D. Oddělení je rozděleno do pěti výzkumných center:

#### Centrum evropské politiky
Centrum evropské politiky zkoumá procesy, instituce a aktéry evropské politiky, se zvláštním důrazem na otázky evropské integrace a bezpečnostní politiky. Evropskou politiku chápe jako komplexní a diferencované pole, v němž se pohybují a střetávají zájmy nadnárodních institucí, států, regionů, korporací i celé řady dalších nestátních aktérů. K analýze těchto interakcí přistupuje z interdisciplinárního pohledu, který propojuje tradiční přístupy evropských studií, bezpečnostních studií, politologie a mezinárodních vztahů se studiem širších historických, sociálních a kulturních kontextů.

#### Centrum globální politické ekonomie
Centrum globální politické ekonomie zkoumá vzájemné provázání politické a ekonomické moci v mezinárodních vztazích, jehož pochopení je klíčové pro strategické rozhodování státních i nestátních aktérů v globalizovaném světě. Centrum se zaměřuje na zkoumání víceúrovňové vládnutí v různých globálních regulačních režimech a měnící se produkční či finanční toky včetně rozvojové pomoci a energetických vztahů. Dále řeší z nich vyplývající socio-ekonomické nerovnosti a mocenské asymetrie mezi a napříč jednotlivými světovými regiony, národními ekonomikami, společenskými skupinami anebo genderovými vztahy.

#### Centrum governance nových technologií
Cílem centra je zkoumání vztahu technologií a mezinárodní politiky z interdisciplinárního hlediska, od teorie mezinárodních vztahů, filozofie, sociologie po interakci s mezinárodním právem. Mezi klíčová témata výzkumu se nyní řadí kybernetická a vesmírná bezpečnost s důrazem na témata planetární obrany, těžby asteroidů a využití výkonových laserů pro řadu vesmírných aplikací od úklidu oběžné dráhy po zlomové projekty mezihvězdného cestování. Centrum se zabývá aktivitami od základního výzkumu po policy orientovanou práci (např. formulace vzniku mezinárodního bezpečnostního režimu pro mírové užití laserové technologie ve vesmíru). Jeho členové o své činnosti pravidelně informují veřejnost v mediálním prostoru, pořádají veřejná setkání, organizují mezinárodní workshopy, kde se prolíná vývoj technologií a politická věda, publikují policy papery nebo vystupují jako experti vedle diplomatických misí v OSN a jiných mezinárodních organizací.

#### Centrum mezinárodního práva
Centrum mezinárodního práva provádí výzkum v různých oblastech mezinárodního práva. Hlavní pozornost zaměřuje na lidská práva, mezinárodní humanitární právo, mezinárodní trestní právo, použití síly, boj proti terorismu a teorii mezinárodního práva. Výstupem činnosti Centra jsou jak odborné publikace, tak politicky orientované studie. Studie by měly pomáhat MZV ČR formulovat jeho právní pozice. Tyto studie mají rovněž poskytnout informace o mezinárodním právu veřejnosti a médiím.

#### Centrum pro studium globálních regionů
Centrum pro studium globálních regionů (CSGR) se skládá ze dvou výzkumných jednotek: Blízký východ a severní Afrika (MENA) a Asie a Pacifik (AP). Výzkum v rámci CSGR odpovídá primárně regionálním a tematickým prioritám jednotlivých výzkumníků, nicméně obecně se zabývá studiem aktérů a institucí a procesů, které ovlivňují politické vztahy, státy a jednotlivé komunity v jimi zkoumaných regionech. V rámci Centra je pěstována pluralita disciplinárních přístupů. Jednotliví výzkumníci tak využívají teorie a metody komparativní politiky, mezinárodních vztahů, politické ekonomie, politické sociologie, antropologie, kulturních studií a dalších příbuzných oborů. Díky tomu výzkum prováděný na CSGR může zachytit různé úrovně regionální politiky od lokálních a národních politických arén až po zapojení regionálních aktérů do globálních politických a ekonomických struktur. Se (sebe)kritickým vědomím své vlastní pozice v Praze sídlící instituce je nedílnou součástí agendy centra také kritická reflexe českých a evropských debat o Blízkém východě a Asii.

### Mezinárodní spolupráce
Za účelem naplňování výzkumného programu rozvíjí ÚMV i četná mezinárodní partnerství. Je členem řady zahraničních výzkumných sítí a konsorcií, mj. EU Nonproliferation and Disarmament Consortium, TEPSA (Trans European Policy Studies Association), EPIN (European Policy Institutes Network), ECPR (European Consortium for Political Research) nebo EUROMESCO (Euro-Mediterranean Study Commission). Mezi jeho zahraniční partnery pak patří např. Norwegian Institute of International Affairs (NUPI), korejský Institute of Foreign Affairs and International Security (IFANS) či rakouský Institut für Wissenschaften vom Menschen (IWM). Z mezinárodního působení ÚMV přirozeně vyplývá i produkce aplikovaného výzkumu s regionálním (zejména v projektech Mezinárodního visegrádského fondu) a evropským rozměrem (mj. skrze účast na projektech TEPSA pro Evropský parlament).

### Naučná a popularizační činnost
Základním cílem ÚMV je rovněž zlepšování veřejného povědomí o problematice mezinárodních studií a kultivace a rozšiřování horizontů veřejné debaty o zahraniční politice v České republice. Za tímto účelem vyvíjí ÚMV řadu aktivit, které cílí na laickou i odbornou veřejnost.
Ústav předně pořádá celé spektrum veřejných akcí, od panelových diskuzí přes přednášky až po velké mezinárodní konference, jež se zpravidla zaměřují na relevantní světová témata i otázky vyplývající z vlastního výzkumu ÚMV. Nejdůležitějšími konferencemi jsou Prague European Summit (PES), Mezinárodní sympozium „Česká zahraniční politika“ a Czernin Security Forum, které se konají každoročně. Na přípravě těchto akcí ÚMV spolupracuje s důležitými partnery, jako jsou Ministerstvo zahraničních věcí České republiky, Úřad vlády České republiky, NATO Public Diplomacy Divison, EUROPEUM, PSSI či AMO.
ÚMV se rovněž podílí na vzdělávání studentů mezinárodních studií. Působí jako přidružený partner v konsorciu vedeném Fakultou sociálních věd Univerzity Karlovy, která realizuje studijní program European Politics and Society (Erasmus Mundus). V neposlední řadě nabízí ÚMV českým a zahraničním studentům i absolventům odborné stáže.

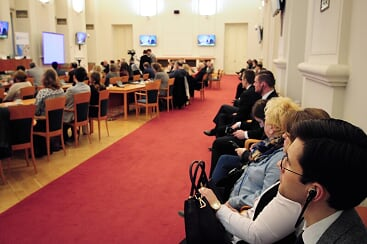
Přednáška iráckého ministra zahraničních věcí

Výzkumní pracovníci a pracovnice ÚMV pravidelně vystupují v českých i zahraničních médiích, ať již formou rozhovorů, autorských komentářů či delších analýz. To jim umožňuje snadněji publikovat výsledky vlastního výzkumu a erudovaně vysvětlovat a komentovat mezinárodní dění. Takřka veškeré výstupy realizované v ÚMV jsou taktéž zprostředkovány širší veřejnosti skrze další komunikační kanály, zejména pak sociální média (Facebook, Twitter, Instagram, YouTube).

### Publikační činnost
Publikační činnost ÚMV má stěžejní význam jak pro jeho výzkumné, tak i popularizační a naučné aktivity. ÚMV disponuje s vlastním nakladatelstvím, jež se zabývá přípravou, produkcí a odbytem jeho periodických i neperiodických publikací. Ústav vydává řadu publikací, mezi které patří zejména monografie, policy publikace a dvě akademická a recenzovaná periodika v tištěné i elektronické podobě: Mezinárodní vztahy (anglicky: Czech Journal of International Relations) a New Perspectives, podobně jako popularizační časopis Mezinárodní politika.

##### Časopis Mezinárodní vztahy
Tradice časopisu Mezinárodní vztahy sahá až do roku 1966, kdy jeho první číslo vyšlo ještě pod hlavičkou ÚMPE. Časopis prvotně koncipovaný jako akademický čtvrtletník značně poklesl na úrovni po nástupu normalizace, pád komunistického režimu však přinesl jeho radikální reformu. Postupně se tak navrátil ke své původní ideji ryze vědeckého periodika, na jehož stránkách mohou publikovat výsledky svého výzkumu čeští i zahraniční odborníci. Mezinárodní vztahy jsou dnes recenzovaný časopis fungující v souladu s mezinárodními standardy akademického publikování (všechny přijaté texty musí zejména projít oboustranně anonymním recenzním řízením). V českém prostředí jsou přední platformou pro publikaci originálních výsledků excelentní samostatné výzkumné práce v oboru mezinárodních vztahů. Od roku 2023 je časopis vydáván v angličtině a přijal jméno Czech Journal of International Relations.

##### Časopis New Perspectives
V roce 1993 začal Ústav mezinárodních vztahů vydávat časopis Perspectives. Hlavním smyslem bylo v anglickém jazyce vydávat články ze střední Evropy a o střední Evropě, aby se jim dostalo širšího publika. Časopis pro knihovnu ÚMV zároveň v jejích skromných porevolučních počátcích představoval cenný výměnný artikl, neboť jej mohla užívat při výměně s výzkumnými pracovišti po celém světě a získávat na oplátku drahocenné zahraniční publikace. Od roku 2002 provádí časopis vlastní recenzní řízení, v roce 2015 pak přijal název New Perspectives. Za více než čtvrt století jeho existence se časopisu podařilo etablovat se jako přední akademické periodikum zabývající se interdisciplinárním výzkumem politiky střední a východní Evropy.

##### Časopis Mezinárodní politika
On-line časopis Mezinárodní politika vychází z dlouholeté tradice stejnojmenného tištěného periodika, jehož první číslo vydala Československá společnost pro šíření politických a vědeckých znalostí (později Socialistická akademie) již v roce 1956. Renomé si Mezinárodní politika vybudovala hlavně v 60. letech, avšak její vzestup náhle zastavil normalizační režim a prosincové číslo z roku 1969 se tak na dlouhá léta stalo posledním. Mezinárodní politika byla jako populárně-publicistický měsíčník obnovena až v roce 1990.
V její nové podobě ji prvních 10 let vedl jako šéfredaktor Dobroslav Matějka, v redakční radě zasedl i prof. Otto Pick. Redakce Mezinárodní politiky již rok po své obnově přesídlila do budovy ÚMV, roku 1993 pak časopis začalo vydávat nakladatelství ÚMV. Od roku 2013 do roku 2020 vycházel jen v elektronické podobě, nyní je opět dostupný i v tištěné podobě.

### Knihovna

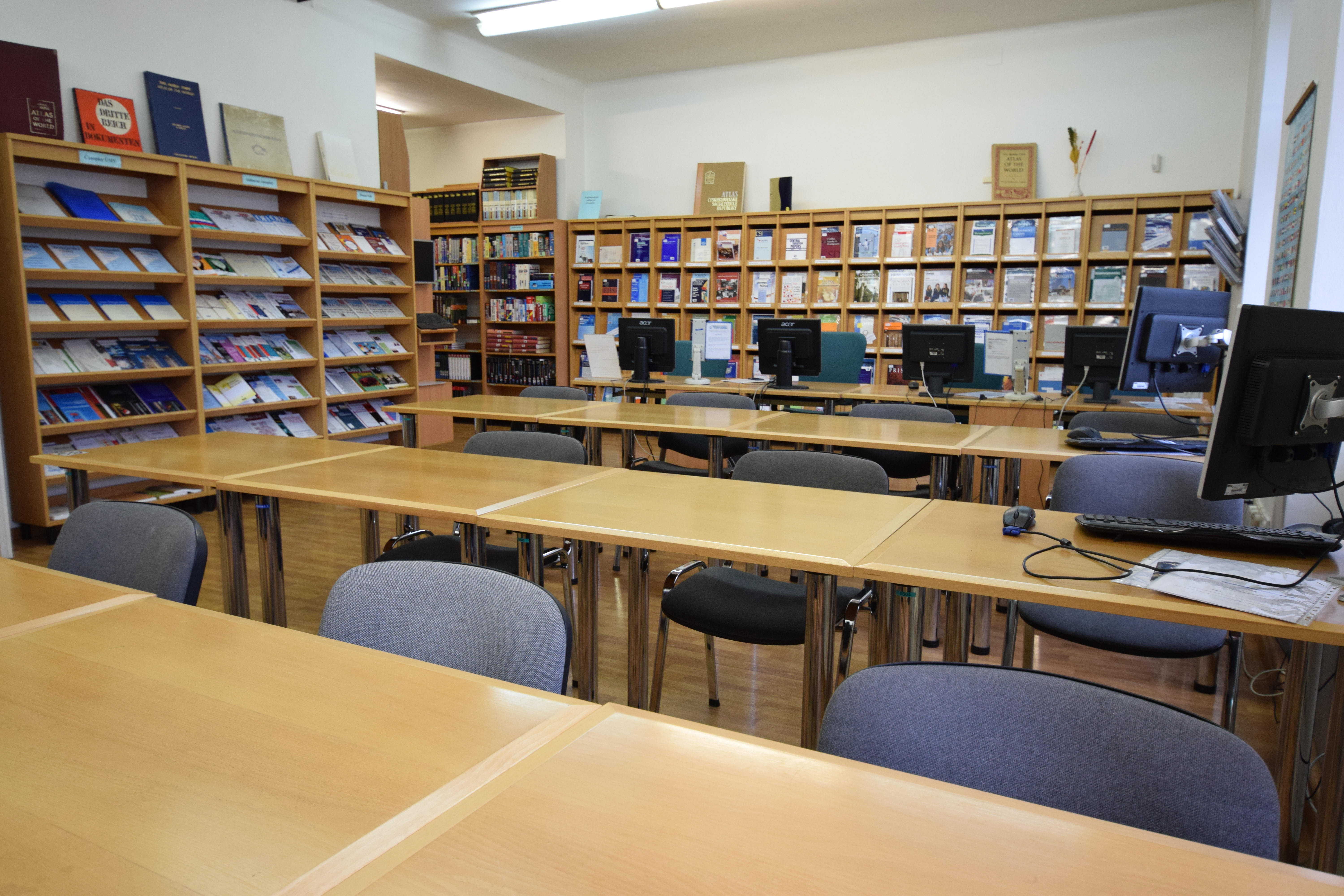
Knihovna Ústavu mezinárodních vztahů

Knihovna mezinárodních vztahů Otto Picka poskytuje informační, knihovnické, výpůjční, bibliografické i rešeršní služby. Spolupracuje s řadou českých, ale zejména zahraničních odborných knihoven a informačních institucí. Ke konci roku 2016 obsahoval fond knihovny přes 84 600 knih a ročenek a 419 časopisů. Plné texty řady odborných časopisů jsou dostupné v rámci kupovaných databází (EBSCO, JSTOR, WoS). Knihovna je členem Evropské informační sítě mezinárodních vztahů a regionálních studií (EINIRAS) a je též zapojena do projektu Knihovny.cz.

## Organizační struktura
Na základě zákona č. 341/2005 Sb., o veřejných výzkumných institucích, má Ústav mezinárodních vztahů tři orgány: ředitele, radu a dozorčí radu. Na základě organizačního řádu při ÚMV funguje rovněž komise pro pracovní záležitosti, etická komise a ediční rady. V čele ÚMV stojí jeho ředitel. Tuto funkci zastává doc. Mats Braun, Ph.D. Jakožto statutární orgán rozhoduje o všech věcech ÚMV, které nejsou zákonem svěřeny do působnosti zřizovatele (tedy MZV) nebo ostatních dvou orgánů, a zabezpečuje řádné vedení účetnictví. Jmenuje jej ministr zahraničních věcí ČR na návrh Rady ÚMV.
Rada ÚMV navrhuje ke jmenování ředitele ÚMV, stanovuje směry činnosti ÚMV, schvaluje rozpočet, vnitřní předpisy, výroční zprávy, projednává návrhy výzkumných záměrů aj. Radu ÚMV volí vědečtí pracovníci ústavu, a to jak ze svých řad (interní členové), tak z řad odborníků z jiných právnických osob, organizačních složek státu zabývajících se výzkumem a uživatelů výsledků výzkumu (externí členové).
Dozorčí rada ÚMV dohlíží na činnost a hospodaření ÚMV a na nakládání s majetkem ÚMV. Má právo navrhnout odvolání ředitele zřizovateli ÚMV. Má právo vyjádřit se k návrhu rozpočtu ÚMV, ke způsobu jeho hospodaření, k návrhům změn zřizovací listiny, k návrhu na sloučení, splynutí nebo rozdělení ÚMV, k návrhům výzkumných záměrů, k návrhu výroční zprávy. Členy dozorčí rady jmenuje a odvolává zřizovatel tak, aby v ní byli přiměřeně zastoupeni zejména zástupci zřizovatelů, popřípadě zaměstnanci veřejné výzkumné instituce.

## Vedení ústavu

### Seznam ředitelů ÚMV
- Jaromír Sedlák (1970–1976)
- Dušan Spáčil (1976–1981)
- Ján Pudlák (1982–1988)
- Dušan Spáčil (1988–1990)
- Václav Kotyk (1990–1991)
- Jiří Valenta (1991–1992)
- Věra Jeřábková (1992–1993)
- Otto Pick (1993–1998)
- Jiří Šedivý (1998–2004)
- Petr Drulák (2004–2013)
- Petr Kratochvíl (2013–2018)
- Ondřej Ditrych (2018–2023)
- Mats Braun (od 2023)